# Kyphosoma melayuense
Kyphosoma melayuense är en insektsart som beskrevs av Sadao Takagi 1993. Kyphosoma melayuense ingår i släktet Kyphosoma och familjen pansarsköldlöss. Inga underarter finns listade i Catalogue of Life.